# ベリーバトゥン
『ベリーバトゥン』（Bellybutton）は、アメリカのパワー・ポップ・バンド、ジェリーフィッシュが1990年に発表した初のスタジオ・アルバム。

## 解説
バンドの母国アメリカでは本作がBillboard 200で124位に達し、1991年にはシングル「ベイビーズ・カミング・バック」がBillboard Hot 100で62位に達した。また、「半分裸の王様」のミュージック・ビデオは1991年のMTV Video Music Awardsにおいて最優秀アート・ディレクション賞にノミネートされた。
スウェーデンでは1991年2月13日付のアルバム・チャートで初めてトップ50入りし、その後、最高20位に達した。イギリスでは全英アルバムチャート入りを果たせなかったが、本作からのシングル「半分裸の王様」は全英シングルチャートで39位、「ベイビーズ・カミング・バック」は51位、本作からの2曲とライヴ音源2曲を収録したEP「ザ・スケアリー・ゴー・ラウンドEP」は49位、「アイ・ワナ・ステイ・ホーム」は59位に達した。
本作に伴うツアーを最後にジェイソン・フォークナーとクリス・マニングが脱退。
1993年にリリースされた本作のイギリス再発版にはシングルCDにカップリングされたライヴ音源5曲を、更に日本版CDには2ndアルバム『こぼれたミルクに泣かないで』からのアメリカでのシングルカット『ニュー・ミステイク』に収録された「ベイビーズ・カミング・バック」のアコースティック・ライヴ・ヴァージョンがボーナス・トラックとして追加された。

## 収録曲
特記なき楽曲はアンディ・スターマーとロジャー・ジョセフ・マニング・ジュニアの共作。
1. ザ・マン・アイ・ユースト・トゥ・ビー - "The Man I Used to Be" - 4:34
2. ザット・イズ・ホワイ - "That Is Why" - 4:14
3. 半分裸の王様 - "The King Is Half-Undressed" - 3:46
4. アイ・ワナ・ステイ・ホーム - "I Wanna Stay Home" (Andy Sturmer) - 4:06
5. 彼女はまだ彼が好き - "She Still Loves Him" - 4:31
6. オール・アイ・ウォント・イズ・エヴリシング - "All I Want Is Everything" (A. Sturmer) - 3:44
7. 彼女のあやまち - "Now She Knows She's Wrong" - 2:35
8. ベッド・スプリング・キッス - "Bedspring Kiss" - 5:03
9. ベイビーズ・カミング・バック - "Baby's Coming Back" (A. Sturmer) - 2:56
10. コーリング・サラ - "Calling Sarah" - 4:03

### ボーナス・トラック
1. ノー・マター・ホワット（ライヴ） - "No Matter What" (Pete Ham) - 2:46
2. 幸せのノック〜ザット・イズ・ホワイ（ライヴ） - "Let 'Em In/That Is Why" (Paul McCartney/A. Sturmer, Roger Joseph Manning Jr) - 4:56
3. 半分裸の王様（ライヴ） - "The King Is Half Undressed" - 3:36
4. ジェット（ライヴ） - "Jet" (Paul McCartney, Linda McCartney) - 3:06
5. 彼女のあやまち（ライヴ） - "Now She Knows She's Wrong" - 2:45
6. ベイビーズ・カミング・バック（アコースティック・ライヴ） - "Baby's Coming Back" (A. Sturmer) - 3:06

## カヴァー
- 半分裸の王様
  - マリリオン - ライヴで演奏。2007年の音源がライヴ・アルバム『Friends』に収録された[6]。なお、同アルバムは既に絶版だが、マリリオンの公式サイトを通じてダウンロード可能[7]。
- ベイビーズ・カミング・バック
  - マクフライ - 2007年に「トランシルヴァニア」との両A面シングルとして発表。全英シングルチャートで1位を獲得した[8]。

## 参加ミュージシャン
- アンディ・スターマー - ボーカル、ドラムス、ギター、キーボード
- ロジャー・ジョセフ・マニング・ジュニア - キーボード、ピアノ、ハープシコード、ボーカル
- ジェイソン・フォークナー - ギター、ベース、バックグラウンド・ボーカル
- クリス・マニング - band witchdoctor and mime

アディショナル・ミュージシャン
- スティーヴ・マクドナルド - ベース
- ジョン・パティトゥッチ - アップライト・ベース
- レニー・カストロ - パーカッション
- ルイス・コンテ - パーカッション
- チャック・フィンドレイ - トランペット
- トミー・モーガン - ハーモニカ